# Annville (Kentucky)
Annville é uma cidade localizada no estado americano de Kentucky, no Condado de Jackson.

## Demografia
Segundo o censo americano de 2000, a sua população era de 589 habitantes.

## Geografia
De acordo com o United States Census Bureau tem uma área de 
6,8 km², dos quais 6,8 km² cobertos por terra e 0,0 km² cobertos por água.

## Localidades na vizinhança
O diagrama seguinte representa as localidades num raio de 28 km ao redor de Annville. 